# Choroba afektywna sezonowa
Choroba afektywna sezonowa, potocznie depresja sezonowa, także sezonowe zaburzenie afektywne, sezonowe zaburzenie nastroju, choroba afektywna sezonowa, depresja o sezonowym wzorcu przebiegu (ang. seasonal affective disorder, w skrócie SAD) – podtyp zaburzeń afektywnych związany ze zmieniającymi się porami roku. W sezonowym zaburzeniu afektywnym depresja pojawia się każdego roku około października lub listopada i utrzymuje się przez zimę, aż do całkowitej remisji (czasem wręcz do przejścia w manię) około marca, kwietnia (gdy dni stają się wyraźnie dłuższe). 
Jedynym skutecznym lekarstwem pozostaje bupropion, jako selektywny inhibitor zwrotnego wychwytu (tj. stymulant) noradrenaliny i - w mniejszym stopniu - dopaminy (analogicznie, jak SSRI - serotoniny).

## Objawy
- obniżona aktywność,
- uczucie smutku,
- lęk,
- nadmierna drażliwość,

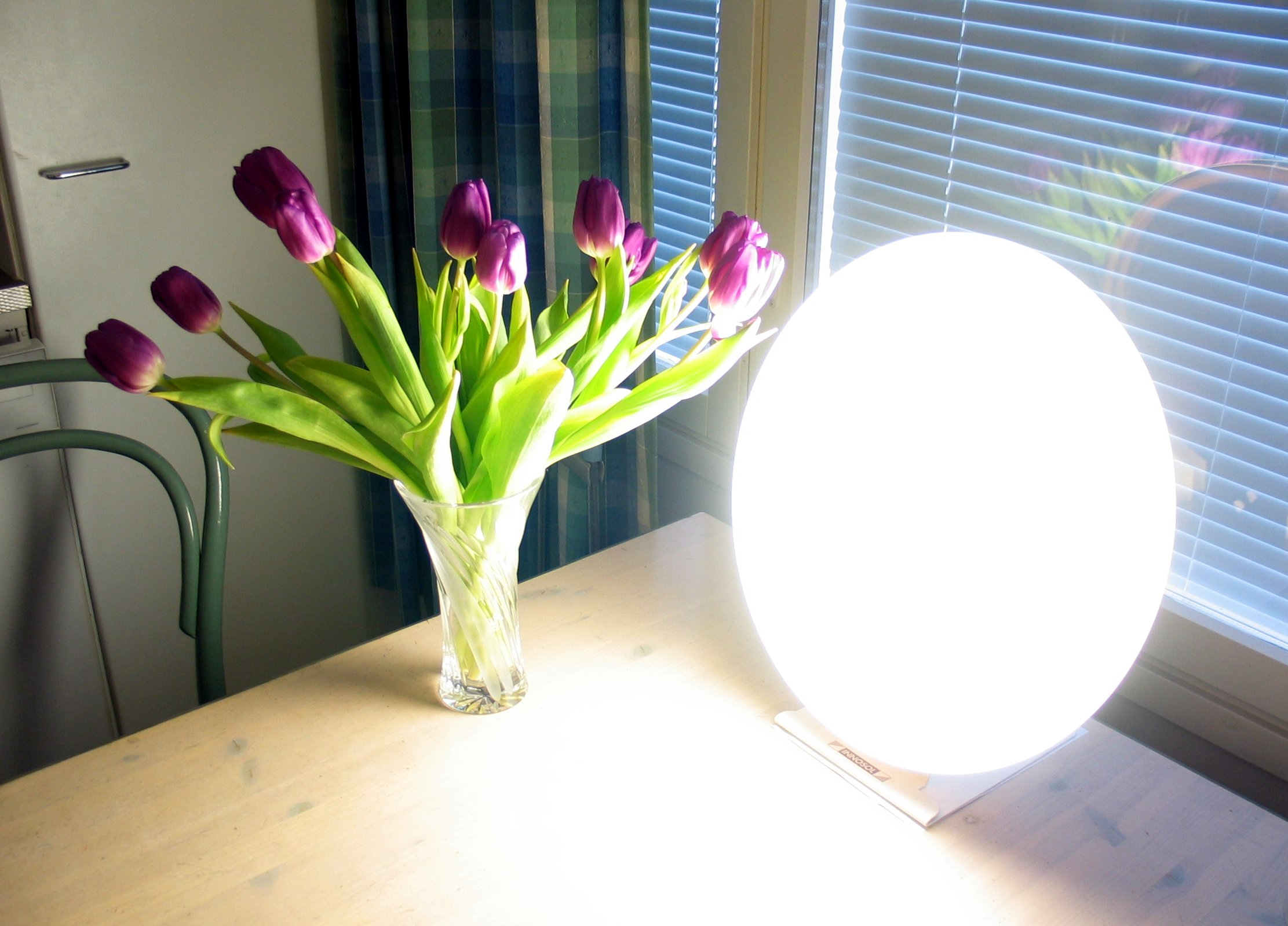
Lampa do fototerapii w depresji sezonowej

- problemy z pamięcią i koncentracją,
- problemy z wykonywaniem codziennych czynności,
- uczucie przewlekłego zmęczenia,
- niechęć do pracy, ale także funkcjonowania w społeczeństwie,
- wzmożona senność, współistniejąca z pogorszeniem jakości snu,
- zwiększenie masy ciała związane ze zwiększonym apetytem, zwłaszcza ze wzmożoną chęcią do spożywania węglowodanów,
- osłabienie popędu seksualnego,
- w skrajnych przypadkach myśli samobójcze.

## Leczenie
- fototerapia, czyli leczenie białym światłem widzialnym za pomocą specjalnych lamp do fototerapii lub koloroterapii (światło barwne)
- lek przeciwdepresyjny bupropion pozostaje jedynym skutecznym[a]
- psychoterapia, pomagająca zaakceptować chorobę i pomóc w radzeniu sobie z nią

Profilaktycznie najbardziej odpowiedni jest wyjazd w miesiącach zimowych do krajów o dużej ilości światła słonecznego.